# كلاي ديفيدسون
كلاي ديفيدسون (بالإنجليزية: Clay Davidson)‏ هو مغن مؤلف أمريكي، ولد في 4 أبريل 1971.

## وصلات خارجية
- كلاي ديفيدسون على موقع ميوزك برينز (الإنجليزية)
- كلاي ديفيدسون على موقع أول ميوزيك (الإنجليزية)
- كلاي ديفيدسون على موقع ديسكوغز (الإنجليزية)